# Santa María Magdalena (Malambo)
Santa María Magdalena es una obra anónima del siglo xviii. Está ubicada en la Iglesia de Santa María Magdalena de Malambo, en el departamento del Atlántico (Barranquilla, Colombia).

## Historia

### Origen
Originalmente, según la tradición oral, el patrón de Malambo era Jesús de Nazaret, si bien en el siglo xviii María Magdalena pasó a ostentar el patronato del municipio con motivo de la donación, a finales de la centuria, de una imagen de la santa por disposición del cubano Manuel María Márquez Barros, quien mandó traer la talla desde España además de una pintura al óleo en la que la Magdalena figura en el suelo con sus cabellos cubriendo parte de su anatomía, lienzo que actualmente se custodia en una casa ubicada en la esquina donde convergen la calle 11 y carrera 16. La llegada de la imagen a Malambo resultó accidentada por el hecho de que la talla fue intercambiada con una imagen de Santa Rita de Casia, si bien poco después se procedió a enmendar el error enviándose cada una a su destino original: Santa María Magdalena a Malambo y Santa Rita de Casia a Sabanagrande. Este hecho posee grandes similitudes con la Divina Pastora de Barquisimeto (Venezuela), intercambiada por error con una talla de la Inmaculada Concepción destinada a Santa Rosa, si bien en este caso no se procedió a enmendar lo sucedido.

### Leyendas
En torno a la imagen han surgido diversas leyendas transmitidas oralmente de generación en generación. Una de estas leyendas sostiene que varios malamberos acudieron a la guerra (posiblemente la Guerra de Independencia de Colombia), donde al parecer contemplaron una luz que los acompañó y que resultó ser María Magdalena, tras lo cual llevaron a su tierra una imagen de la santa procedente de Zaragoza. Otro relato afirma que la Magdalena se convirtió en patrona de Malambo debido a que la santa apareció en un palo de bonga un 22 de julio, festividad de María Magdalena, proponiéndose esta fecha como el día de su conmemoración en la localidad. Por su parte, otra leyenda asegura que durante una procesión un jinete comenzó a proferir insultos e injurias contra la imagen, acusándola de ser una pecadora, momento en que su caballo se volvió completamente loco y empezó a correr despavorido hasta estrellarse contra el muro de una casa de paja situada en una esquina de la calle 10, matando al jinete. Un último relato, referente a un hecho milagroso contado por una testigo que en ese instante se hallaba en compañía de dos de sus hijos, señala que al término de una procesión, estando ya a la entrada de la iglesia, la imagen se volvió tan pesada que resultó imposible introducirla en el templo, motivo por el que se tomó la decisión de dar con ella una vuelta al parque situado frente a la iglesia, tras lo cual la talla pudo entrar sin mayores dificultades. Cabe destacar que este acontecimiento posee grandes similitudes con otras imágenes religiosas, como la Virgen de Montserrat en Cataluña, la Virgen de la Esperanza en Murcia y la Virgen de la Candelaria en las islas Canarias, España; Nuestra Señora de Oropa en Piamonte, Italia; la Virgen del Rosario de Jauja en Junín, Perú;: 159  y Nuestra Señora de Namacpacan en La Unión, Filipinas.

## Descripción
La imagen, de bulto redondo y tallada por completo a diferencia de gran parte de las imágenes precedentes, las cuales solo tenían talladas la cabeza y las manos puesto que el resto del cuerpo consistía en una estructura de hierro, muestra a la Magdalena con el rostro compungido y la vista dirigida al cielo, con lágrimas en los ojos, dejando ver la dentadura superior al tener la boca entreabierta. Tiene ambas manos a la altura de la cintura y entre ellas sostiene una calavera, elemento indispensable en la iconografía de la Magdalena penitente que simboliza la muerte, más concretamente la muerte del ego. Otro de los elementos inconfundibles es el cabello suelto cayendo sobre los hombros, si bien a diferencia de la típica representación de la Magdalena penitente, aquí la santa aparece completamente vestida; el atuendo consiste en una túnica de color verde oscuro ceñida con un cíngulo dorado y un manto granate con envés en rosa decorado con un elaborado estofado a modo de cenefa idéntico al que adorna las mangas de la túnica, decorada con un encaje pintado en el cuello, el cual se ornamenta con un borde dorado compuesto de pedrería en rojo y verde. La pieza se remata con una sencilla aureola de orfebrería dorada.

## Legado
La fiesta de María Magdalena, celebrada cada 22 de julio, cuenta desde la década de 1920 con la quema de castillos de fuegos artificiales y vacas locas, donación del Café Almendra Tropical. Así mismo, los quioscos y los juegos de azar se establecieron en los alrededores del templo parroquial y la plaza central hasta fines de la década de 1960, época en que se fueron desplazando gradualmente a las principales calles (carrera 8 y calle 10). Por su parte, en la década de 1970 hicieron acto de presencia las bolas de candela, las cuales se quemaban con motivo de las novenas, generalmente de dos a tres cada día en la plaza central, pasando años después a quemarse de cinco a diez al término de las novenas y los actos litúrgicos. En lo relativo al fervor religioso, las promesas hechas a la Magdalena (conocidas como «mandas») dependen en buena medida de la fe de los feligreses, quienes durante las procesiones caminan contemplándola de espaldas al público, siendo costumbre que durante el desfile las niñas vayan vestidas a imagen y semejanza de la santa. A mayores, Malambo destaca por ser el único lugar de Colombia bajo el patronato de María Magdalena, de mayor devoción en España y Filipinas.